# 恩格尔河灌区
恩格尔河灌区，是中国内蒙古自治区锡林郭勒盟苏尼特左旗下辖的一个乡镇级行政单位。

## 行政区划
恩格尔河灌区共辖以下地区：
虚拟灌区嘎查村。